# اکاتپک
اکاتپک (به اسپانیایی: Acatepec) در مکزیک است که در گررو واقع شده‌است.